# Greg Costikyan
Greg Costikyan, conegut també com a Designer X, és un dissenyador de videojocs i escriptor de ciència-ficció estatunidenc.
Costikyan ha dissenyat diversos jocs de taula (incloent-hi jocs de guerra), jocs de cartes, jocs de rol i videojocs, entre els quals el joc de rol Paranoia o el joc de rol de La Guerra de les Galàxies. També ha escrit relats de ciència-ficció i articles sobre el disseny de videojocs. Alguns dels seus jocs han estat premiats amb Origins Awards.